# Jean-Guillaume Béatrix
Jean-Guillaume Béatrix (ur. 24 marca 1988 w Saint Prest) – francuski biathlonista, brązowy medalista olimpijski i pięciokrotny medalista mistrzostw świata.

## Kariera
Sport uprawia od 2003 roku. Pierwszy sukces w karierze osiągnął w 2006 roku, zdobywając brązowy medal w sztafecie podczas mistrzostw Europy juniorów w Langdorf. Na rozgrywanych rok później mistrzostwach świata juniorów w Martello powtórzył ten wynik, zajmując też trzecie miejsce w biegu indywidualnym. Ponadto na mistrzostwach świata juniorów w Ruhpolding w 2008 roku zdobył tym razem złoty medal w biegu indywidualnym.
W zawodach Pucharu Świata zadebiutował 13 marca 2008 roku w Oslo, zajmując 77. miejsce w sprincie. Pierwsze punkty wywalczył 12 grudnia 2008 roku w Hochfilzen, gdzie zajął 25. miejsce w tej samej konkurencji. Na podium zawodów tego cyklu po raz pierwszy stanął 18 stycznia 2014 roku w Anterselvie, kończąc rywalizację w biegu pościgowym na drugim miejscu. W zawodach tych rozdzielił Niemca Simona Schemppa i Henrika L’Abée-Lunda z Norwegii. W kolejnych startach jeszcze dwa razy stawał na podium: 7 lutego 2015 roku w Novym Měscie był trzeci w sprincie, a 20 grudnia 2015 roku w Pokljuce był najlepszy w biegu masowym. Najlepsze wyniki osiągnął w sezonach 2012/2013 i 2013/2014, kiedy zajmował 13. miejsce w klasyfikacji generalnej.
W 2012 roku wystąpił na mistrzostwach świata w Ruhpolding, gdzie razem z Simonem Fourcade’em, Alexisem Bœufem i Martinem Fourcade’em zdobył srebrny medal w sztafecie. Na tej samej imprezie w startach indywidualnych plasował się poza czołową czterdziestką. W tej samej konkurencji zdobył też srebrne medale podczas mistrzostw świata w Novym Měscie rok później i mistrzostw świata w Hochfilzen w 2017 roku, a na mistrzostwach świata w Kontiolahti w 2015 roku Francuzi z Béatrixem w składzie zajęli trzecie miejsce. Ponadto na tej ostatniej imprezie wspólnie z Anaïs Bescond, Marie Dorin Habert i Martinem Fourcade’em zdobył srebrny medal w sztafecie mieszanej.
Brał też udział w igrzyskach olimpijskich w Soczi w 2014 roku, gdzie wywalczył brązowy medal w biegu pościgowym. W zawodach tych wyprzedzili go jednie Martin Fourcade i Czech Ondřej Moravec. Poza tym zajął szóste miejsce w sztafecie mieszanej i biegu indywidualnym, ósme w sztafecie męskiej, czternaste w sprincie i siedemnaste w starcie masowym.
Oprócz francuskiego zna język angielski. W marcu 2018 roku zakończył karierę, w sierpniu tego samego roku został trenerem reprezentacji Belgii.

## Osiągnięcia

### Zimowe igrzyska olimpijskie
| Rok  | Miejscowość | Konkurencje | Konkurencje | Konkurencje | Konkurencje | Konkurencje | Konkurencje | Konkurencje |
| Rok  | Miejscowość | IN          | SP          | PU          | MS          | RL          | MR          | SR          |
| ---- | ----------- | ----------- | ----------- | ----------- | ----------- | ----------- | ----------- | ----------- |
| 2014 | Soczi       | 6.          | 14.         | 3.          | 17.         | 8.          | 6.          | –           |

### Mistrzostwa świata
| Rok  | Miejscowość | Konkurencje | Konkurencje | Konkurencje | Konkurencje | Konkurencje | Konkurencje | Konkurencje |
| Rok  | Miejscowość | IN          | SP          | PU          | MS          | RL          | MR          | SR          |
| ---- | ----------- | ----------- | ----------- | ----------- | ----------- | ----------- | ----------- | ----------- |
| 2012 | Ruhpolding  | –           | 48.         | 46.         | –           | 2.          | –           | –           |
| 2013 | Nové Město  | 13.         | 20.         | 26.         | 7.          | 2.          | –           | –           |
| 2015 | Kontiolahti | 57.         | 39.         | 41.         | –           | 3.          | 2.          | –           |
| 2016 | Oslo        | 30.         | –           | –           | –           | –           | –           | –           |
| 2017 | Hochfilzen  | 22.         | 27.         | 13.         | 18.         | 2.          | –           | –           |

### Mistrzostwa świata juniorów
| Rok  | Miejscowość | Konkurencje | Konkurencje | Konkurencje | Konkurencje | Konkurencje | Konkurencje | Konkurencje |
| Rok  | Miejscowość | IN          | SP          | PU          | MS          | RL          | MR          | SR          |
| ---- | ----------- | ----------- | ----------- | ----------- | ----------- | ----------- | ----------- | ----------- |
| 2007 | Martell     | 3.          | 20.         | 7.          | nd.         | 3.          | nd.         | –           |
| 2008 | Ruhpolding  | 1.          | 8.          | 4.          | nd.         | 5.          | nd.         | –           |
| 2009 | Canmore     | 4.          | 7.          | 7.          | nd.         | 5.          | nd.         | –           |

### Mistrzostwa Europy
| Rok  | Miejscowość | Konkurencje | Konkurencje | Konkurencje | Konkurencje | Konkurencje | Konkurencje | Konkurencje |
| Rok  | Miejscowość | IN          | SP          | PU          | MS          | RL          | MR          | SR          |
| ---- | ----------- | ----------- | ----------- | ----------- | ----------- | ----------- | ----------- | ----------- |
| 2006 | Langdorf    | 54.         | 39.         | 21.         | nd.         | 3.          | nd.         | –           |
| 2010 | Otepää      | 16.         | 24.         | 24.         | nd.         | 3.          | nd.         | –           |
| 2011 | Ridnaun     | 9.          | 9.          | 3.          | nd.         | 6.          | nd.         | –           |

### Puchar Świata

#### Miejsca w klasyfikacji generalnej
| Sezon     | Miejsce |
| --------- | ------- |
| 2007/2008 | -       |
| 2008/2009 | 74.     |
| 2009/2010 | 84.     |
| 2010/2011 | 54.     |
| 2011/2012 | 29.     |
| 2012/2013 | 13.     |
| 2013/2014 | 13.     |
| 2014/2015 | 20.     |
| 2015/2016 | 31.     |
| 2016/2017 | 15.     |
| 2017/2018 | 56.     |

#### Miejsca na podium chronologicznie
| Lp. | Dzień       | Rok  | Miejscowość | Konkurencja               | Lokata | Pudła   | Czas biegu | Strata | Zwycięzca     |
| --- | ----------- | ---- | ----------- | ------------------------- | ------ | ------- | ---------- | ------ | ------------- |
| 1.  | 18 stycznia | 2014 | Anterselva  | Bieg pościgowy na 12,5 km | 2.     | 0+0+0+1 | 31:22,1    | +4,8   | Simon Schempp |
| 2.  | 7 lutego    | 2015 | Nové Město  | Sprint na 10 km           | 3.     | 0+0     | 24:35,9    | +26,0  | Jakov Fak     |
| 3.  | 20 grudnia  | 2015 | Pokljuka    | Bieg masowy na 15 km      | 1.     | 0+0+0+0 | 35:33,7    | –      | –             |